# Rottebach (Bockenem)
Der Rottebach ist ein Fließgewässer auf dem Gebiet der Stadt Bockenem im Landkreis Hildesheim in Südniedersachsen.
Der etwa 5 km lange Bach hat seine Quelle nordwestlich von Bültum an der / östlich der K 315. Er fließt in östlicher Richtung, unterquert südlich von Nette die B 243 und fließt durch Werder. Er mündet am nordöstlichen Ortsrand von Werder in die Nette, einen Nebenfluss der Innerste.